# Desa Ngrejeng (administrativ by i Indonesien, lat -7,22, long 111,71)
Desa Ngrejeng är en administrativ by i Indonesien.   Den ligger i provinsen Jawa Timur, i den västra delen av landet, 500 km öster om huvudstaden Jakarta.